# Дорога жизни (военно-исторический центр)

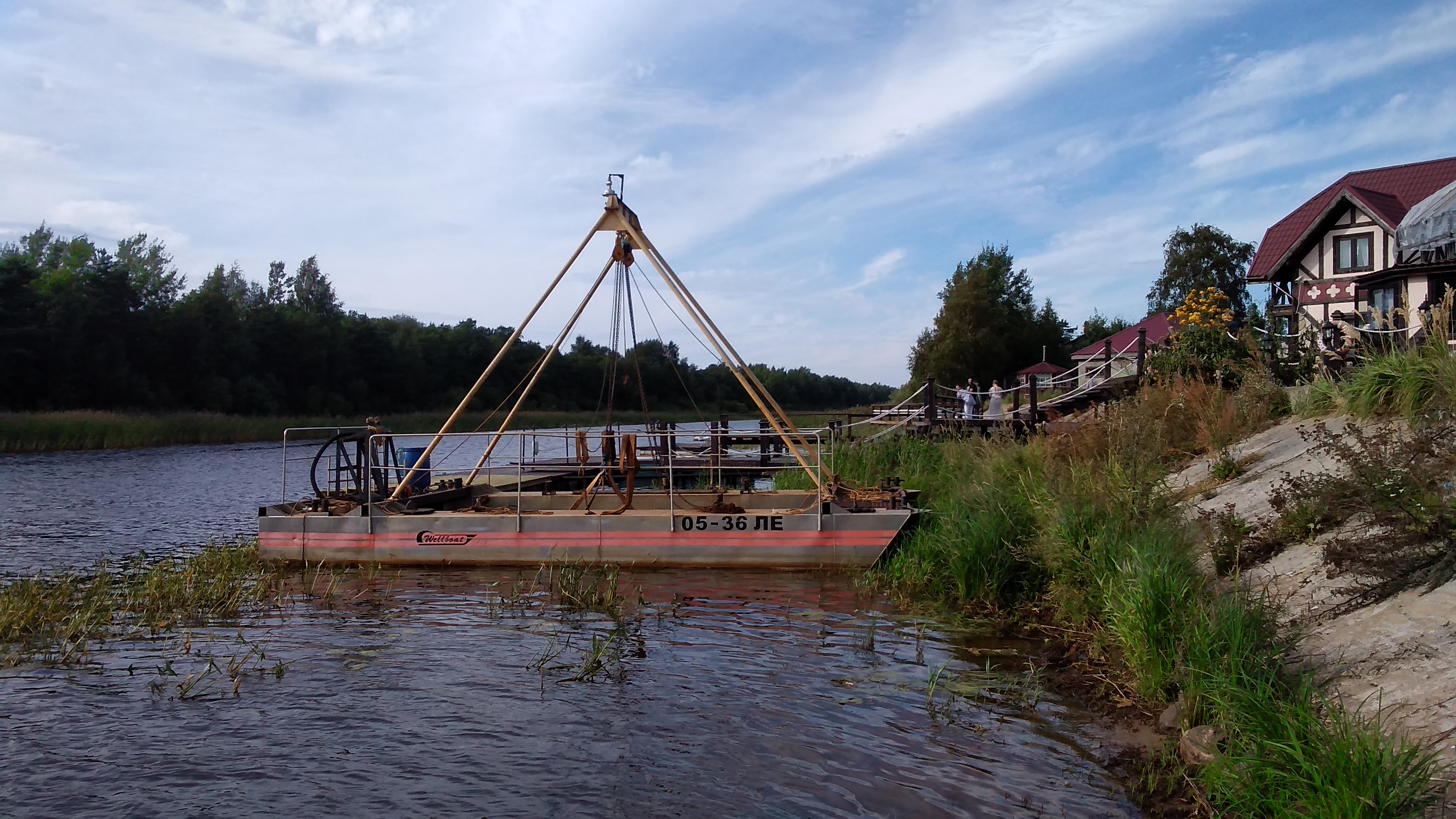
Катамаран с лебёдкой, который используется для поднятия найденных в воде артефактов времён войны

«Дорога жизни» — военно-исторический центр, музей под открытым небом, посвящённый блокаде Ленинграда и работе Кобоно-Кареджского порта как одного из двух портов водной трассы Дороги жизни во время Великой Отечественной войны и блокады.
Музей находится на территории бывшего Кобоно-Кареджского порта, который был построен специально для обслуживания Дороги жизни. Постройки порта не сохранились. В начале 2010-х годов на этом месте была построена база отдыха «Весёлый Роджер» (впоследствии — «Порт Кобона»), на территории которой располагается музей. В первые годы своего существования музей носил название «Дорога жизни. Кобоно-Кареджский порт». Заведующий музеем — Сергей Марков.
Не следует путать этот музей с другим, также находящимся в деревне Кобона и тематически связанным с тем же периодом — «Кобона: Дорога жизни».

## Описание
Военно-исторический центр является одним из самых молодых музеев, посвященных блокаде Ленинграда — он был основан 8 мая 2014 года. Это музей под открытым небом, на территории которого представлены образцы техники и вооружения, которое применялось для транспортировки грузов и людей по Дороге жизни, а также для обороны. В экспозицию музея входят уцелевшие сегменты автомобилей и восстановленные автомобили ЗИС-5 и ГАЗ-АА Полуторка, а также фрагменты немецкого бомбардировщика «Хейнкель 111», который был сбит во время совершения авианалёта на Дорогу жизни. Все они были подняты со дна Ладожского озера.
Также на территории музея находится один из вариантов памятника полуторке — автомобиль ГАЗ-АА выпуска 1937 года, поднятый со дна Ладожского озера, отреставрированный и установленный на постамент.
Помимо этого, в экспозицию входит фрагмент тепловоза серии Л, именно такие ходили по железнодорожной трассе Дороги жизни (Ошибочно: паровозы серии Л выпускались с конца 1945, а конкретный 4351 - постройки 1951 года). Узкоколейная железная дорога, руководителем строительства которой был инженер Иван Зубков, шла по маршруту Войбокало-Кобона-Коса и использовалась для наземной перевозки продовольствие в город и вывоза жителей. На территории музея есть многочисленные экспозиционные стенды, посвященные работе и подвигам сотрудников железной дороги в годы войны и блокады.
Экспозиция музея регулярно пополняется за счёт находок водолазов, работающих в Ладожском озере. Силами музейных работников поднятая из воды техника реставрируется прямо на месте перед установкой.
В подъеме со дна Ладоги одного из экспонатов музея — трёхтонки ЗИС-5 — принимал участие губернатор Ленинградской области Александр Дрозденко. Тогда же найденный автомобиль и был установлен на свое нынешнее место в музее. Одна из машин, поднятых и восстановленных при участии музейных сотрудников, позднее принимала участие в Параде Победы на Красной площади в Москве.